# Joseph Hitier
Joseph Hitier, né à Revelles (Somme) le 7 septembre 1865 et mort à Paris 6e le 10 avril 1930, est un juriste et agronome français.

## Biographie

### Origines et débuts
"Joseph" Auguste Hitier est le fils de Joseph Hitier, qui a fini sa carrière consulaire comme consul général de France à Liverpool, après plusieurs affectations dans des représentations françaises au Moyen-Orient ainsi dont la Crête sans oublier la Chine, et d'Anna Vauchelet ; il est le frère de l'agronome Henri Hitier (1864-1958); tous deux ont passé une partie de leur jeunesse entre Saint-Nom-la-Bretèche et Revelles.
Il a douze ans lorsque son père meurt en 1878.
Le 15 octobre 1914, il épouse, à Limoges (Haute-Vienne) où il est en convalescence après sa blessure à la bataille de Charleroi, Mlle Marie Louise "Yvonne" d'Aisne Toustain de La Richerie, fille du secrétaire de rédaction du journal La Liberté.
Il suit de brillantes études au Collège Stanislas, dont il fut l'un des lauréats au concours général, en 1883 commence son droit à la Faculté de droit de Paris, où il obtient sa licence en 1886.
Dans un premier temps avocat à Paris, entre 1887 à 1893, il devient secrétaire de la Conférence des avocats du barreau de Paris en 1891, un an après l'obtention de son doctorat et avant d'être reçu agrégé en droit, en 1895.

### Carrière d'enseignant
Chargé de cours en Histoire du droit français et en droit coutumier à la Faculté de droit de Grenoble de 1893 à 1895, il y enseigne, après avoir obtenu son agrégation cette dernière année, l'Histoire du droit français, du droit public français et des doctrines économiques, ainsi que le droit commercial et la législation et l'économie rurales, jusqu'en 1903, puis, en tant que professeur titulaire d'une chaire, l'Histoire du droit français, l'Économie politique et l'histoire de la pensée économique et la Législation et l'économie rurales.
À partir de 1906, il devient professeur à la Faculté de droit de Paris (Législation et économie rurales, Économie politique, Science financière, Législation et économie rurales). En tant que professeur de Sciences Financières et de Finances Publiques, il fait partie des professeurs de Droit qui ont ouvert leur Faculté à l'Économie Politique, alors naissante et qui ont contribué à leur faire ajouter "et de Sciences Economiques" à leur nom.
Parallèlement, de 1912 à 1921, il est professeur d'économie rurale à l'Institut national agronomique. Il a aussi été professeur d'Économie Rurale à l'École libre des sciences politiques où son frère Henri le remplacera quand la maladie l’empêchera de poursuivre son enseignement. Il fait des cours à l'école de minoterie, à l'école coloniale qui le fait officier de l'ordre du Cambodge en 1926 et même à l'école supérieure de guerre.
En 1923, entre à l'Académie d'Agriculture dont son frère est le secrétaire perpétuel.

## Autres
Engagé conditionnel en 1885, il est promu sous-lieutenant en 1893 et lieutenant en 1899. À l'ouverture de la Première Guerre mondiale, il est Lieutenant de Réserve à titre honoraire. Célibataire, il s'engage "pour la durée des hostilités" comme simple soldat et comme des dizaines de milliers d'autres français; son honorariat lui est alors retiré pour pouvoir le rétablir dans son grade de lieutenant. C'est en cette qualité qu'il est blessé d'une balle qui traversa son pied gauche, devant Charleroi, le 23 août 1914, le jour où l'armée française a subi son plus grand nombre de pertes, plus de 20.000 morts auxquels il faut rajouter des dizaines de milliers de blessés. Avant de pouvoir être soigné, il a marché plusieurs kilomètres. Alors évacué à Paris puis à Limoges, il est versé dans la Justice Militaire, nommé substitut au 2e Conseil de Guerre à Paris le 21 octobre de la même année. Il aurait (conditionnel) été nommé à la prison du Cherche-Midi.
Intéressé par les travaux agronomiques, notamment aux côtés de son frère, Henri Hitier, il sera membre de l'Académie d'agriculture dont son frère fut le Secrétaire Perpétuel..
Il sera maire de sa commune natale Revelles (Somme)pendant de nombreuses années. Les archives en ligne s'arrêtent en 1902, le maire de l'époque est encore son oncle Vauchelet à qui il a succédé en ?
Mais, il restera toute sa vie un agriculteur picard (à Revelles). Il regroupait ses cours sur quelques jours à Paris pour pouvoir exploiter lui-même ses terres le reste de la semaine.
Il est fait officier de la Légion d'honneur le 2 mai 1921 et de l'Instruction publique. Petite anecdote pour la Légion d'Honneur : la demande déposée par le Ministre de l'Agriculture fut "rejetée", mais pour un "bon motif" : Joseph Hitier l'avait déjà à titre militaire!! En octobre 1921, il reçoit la croix de guerre.
Titres universitaires : 1er prix Droit civil 1885 ; 1er prix Droit administratif 1886 ; 1re mentions Droit civil 1884-1886 ; 1re mentions Droit romain 1884-1885

## Décorations
- Officier de l'Instruction publique
- Chevalier de la Légion d'honneur (1921)
- Croix de guerre 1914–1918

## Travaux
- L'agriculture moderne et sa tendance à s'industrialiser
- Sismondi, ses doctrines économiques et sociales
- Les problèmes actuels de l'agriculture (avec son frère Henri Hitier)
- La production laitière en Danemark [Texte imprimé] Coche, Pierre / A. Pedone / 1927
- Les Problèmes actuels de l'agriculture [Texte imprimé] Hitier, Henri (1864-1958) / Payot / 1923
- Auguste Souchon... : Notice lue à la séance de rentrée de la faculté de droit, le 14 décembre 1922. Hitier, Joseph (1865-1930) / [s.n.] / 1922
- Michelet : conférence faite à l'occasion du centenaire de Michelet le 13 juillet 1898 ; par M. Hitier Professeur agrégé de Droit de l'Université de Grenoble Imprimerie Allier frères Grenoble 1898
- L'Intervention de l'État dans le domaine agricole [Texte imprimé] Hitier, Joseph (1865-1930) / Association nationale d'expansion économique , 23, avenue de Messine / 1918
- La doctrine de l'absolutisme [Texte imprimé] : étude d'histoire du droit public Hitier, Joseph (1865-1930) / A. Rousseau / 1903
- Édouard Beaudouin [Texte imprimé] Hitier, Joseph (1865-1930) / Impr. Allier frères / 1900
- Le développement de la jurisprudence en matière de divorce depuis 1884 [Texte imprimé] Hitier, Joseph (1865-1930) / Arthur Rousseau éditeur / 1895
- Droit romain, l'exception "non numeratae pecuniae" et droit français ; De la transcription en matière de servitudes Hitier, Joseph (1865-1930) / Arthur Rousseau éditeur  / 1890. Thèse pour le doctorat de la Faculté de Droit de Paris ; thèse soutenue le vendredi 4 juillet 1890.